# Ивантиново
Ивантиново — деревня в Серпуховском районе Московской области. Входит в состав Дашковского сельского поселения (до 29 ноября 2006 года входила в состав Райсемёновского сельского округа).

## Население
| 2002 | 2006 | 2010 | 2015 |
| ---- | ---- | ---- | ---- |
| 7    | ↘6   | ↗9   | ↗22  |

## География
Ивантиново расположено примерно в 16 км (по шоссе) на северо-запад от Серпухова, на правом берегу реки Нара, высота центра деревни над уровнем моря — 135 м.